# Franciskus solsång
Solsången eller Sången om broder Sol, Il Cantico del Sole (Cantico della Creature) är en dikt av Franciskus av Assisi från omkring 1225. Dikten är en av de första som är skrivna på italienska. 
Enligt traditionen framfördes den första gången vid Franciskus dödsbädd, och den sista strofen om syster Död antas ha tillkommit strax dessförinnan.[källa behövs]
Dikten finns översatt till svenska av bland andra Lisa Lundh och Olov Hartman. Hartmans översättning tonsattes av Börge Ring och fanns med på LP:n Allting har sin tid, 1979. En annan tonsättning har gjorts av Sofija Gubajdulina. Solsången har även bearbetats till psalmer på svenska. En med namnet Tack, gode Gud, för allt som finns i Den svenska psalmboken 1986 nr 23 och en i Herren Lever 1977 nr 801 med titeln Allt, Herre, lyder dina bud.
Påve Franciskus miljöencyklika Laudato sii från 2015 har lånat sitt namn från Franciskus solsång; titeln betyder "lovad vare".
Solsången är även namnet på en isländsk dikt, se "Solsången (isländsk dikt)", och ytterligare en annan dikt med samma namn skrevs av Akhenaton.